# Lenguas dené-caucásicas
Las lenguas dené-caucásicas es una supuesta macrofamilia o superfamilia de lenguas que incluiría las lenguas sino-tibetanas, las caucásicas septentrionales, las yeniseianas, las lenguas na-dené, el vasco, el burushaski y lenguas extintas como las hurrito-urartianas, las tirsénicas, el hatti, el íbero y el sumerio. Esta teoría se basa en un puñado de supuestos cognados y una evidencia considerada débil, por lo que la mayoría de los lingüistas no aceptan esta unidad filogenética como una unidad probada, más allá de toda duda, y la consideran una propuesta altamente especulativa. Las lenguas dené-caucásicas a menudo se suelen agrupar con las lenguas áustricas en una macrofamilia denominada dené-daic.
La teoría, formulada por primera vez en 1980 por Sergéi Stárostin, se basa en gran parte en el trabajo de Alfredo Trombetti, Karl Bouda y Edward Sapir. Muchos lingüistas, en particular John Bengtson, han propuesto la inclusión del vasco también, pero el vascólogo francés Michel Morvan no lo aceptó enteramente.

## Morfemas
Para probar la hipótesis dené-caucásica se ha propuesto algunos morfemas:
| Persona | Proto-Dené–Caucásico | Proto- Vasco       | Proto- Caucásico | Proto- Burushaski | Proto- Sino-Tibetano | Proto- Yeniseo | Proto- Na-Dené  | Sumerio  |
| ------- | -------------------- | ------------------ | ---------------- | ----------------- | -------------------- | -------------- | --------------- | -------- |
| 1 sg.   | /ŋV/                 | /ni/, /n/-         | /nɨ/             | /a/-              | /ŋaː/-               | /ŋ/            | /nV/            | /ŋa(e)/  |
| 1 sg.   | /d͡zV/                | -/da/-, -/t/       | /zoː/            | /d͡a/              |                      | /ʔad͡z/         | -/t͡s(a)/-, -/s/ |          |
| 1 sg.   | /kV/                 | /gu/ /g/- (pl.)    |                  |                   | /ka/-                |                |                 |          |
| 2 sg.   | /KwV/                | /hi/, /h/-, -/ga/- | /ʁwVː/           | /gu/-~/go/-       | /kwa/-               | /(V)k(V)/      | /ʔaxʷ/          | /kV/     |
| 2 sg.   | /u̯Vn/                | -/na/-             | /u̯oː-n/          | /u-n/             | /na-(ŋ)/             | /ʔaw/          | /wV/            |          |
| 3 sg.   | /w/- or /m/-         | /be-ra/            | /mV/             | /mu/-             | /m/-                 | /wV/           |                 |          |
| 2 pl.   | /su/                 | /su/, /s/-         | /ʑwe/            |                   |                      |                |                 | /t͡sa(e)/ |

## Comparación léxica
Los numerales reconstruidos para diferentes protolenguas incluidas en diferentes versiones de la hipótesis dené-caucásica son:
| GLOSA | PROTO- SINO- TIBETANO | PROTO- CAUCÁSICO NOr. | PROTO- CAUCÁSICO NOcc. | PROTO- VASCO      | Íbero   | Hurrita | Buru- shaski | PROTO- YENISEI | PROTO- NA-DENÉ | Sumerio | Etrusco |
| ----- | --------------------- | --------------------- | ---------------------- | ----------------- | ------- | ------- | ------------ | -------------- | -------------- | ------- | ------- |
| 1     | *g-tjig               | *ʦ(ħ)ɑ                | *za                    | *bade             | *ban    | *sukki  | han          | *qūča          | *tɬak’aih      | *diš    | *thu    |
| 2     | *g-nis                | *qʷ’ə                 | *tʼqʷʼa                | *biga             | *bina   | *sina   | alto         | *xina          | *nak’i         | *nim    | *zal    |
| 3     | *g-sum                | *Łeb(u)               | *ɬːə                   | *(h)er-ahur       | *kilu   | *kiga   | usko         | *toŋa          | *taq’i         | *eš     | *ci     |
| 4     | *b-lij                | *umqʼi~ *moqʼu        | *pʼɬʼa                 | *larr-ahur        | *laur   | *tumni  | walto        | *šai-ga        | *dink’e        | *limmu  | *sa     |
| 5     | *b-ŋa *l-ŋa           | *p-Łu                 | *sx̂ʷə                  | *bortz            | *borste | *narja  | ʦʰundo       | *qal-ga        |                | *ia     | *makh   |
| 6     | *d-ruk *k-ruk         | *ji-rẽŁə-             | *ɬʷə                   | *sei              | *sei    | *seze   | mišindo      | *xog-ga        | *sekela        | *aš     | *huth   |
| 7     | *s-nis                | *wərɬ-                | *bɮə                   | *bortzaz-bi       | *sisbi  | *sindi  | tʰalo        |                | *gosts-idi     | *imin   | *semph  |
| 8     | *b-r-gjat             | *mbərɬ-               | *ɣa                    | *zortzi           | *sorse  | *kira   | altambo      |                |                | *ussu   | *cezp   |
| 9     | *d-kəw                | *wərkʼʷi-             | *bʒʷʲə                 | *bade- -(e)ratzi> |         | *tamri  | hunčo        |                |                | *ilimmu | *nutph  |
| 10    | *tsij                 | *wət͡sʼ-               | *bɕʼʷə                 | *(h)anbar         | *abar   | *eman   | toːrumo      | *qo-(ga)       |                | *tu     | *sar    |

En las anteriores formas no se aprecian muchas coincidencias.

## Subgrupos destacados
Si bien la hipótesis dené-caucásica es muy controvertida, otras propuestas podrían tener mayor respaldo como en los siguientes casos:
- Lenguas macro dené-daic: Grupo propuesto por Sergei Starostin (2005), que basándose en sus análisis lingüísticos las lenguas dené-caucásicas están relacionadas con las lenguas áustricas.[1]
- Lenguas macro-caucásicas: Grupo propuesto por John Bengtson en 1997 que piensa que, dentro del dené-caucásico, las lenguas norcaucásicas, vascónicas y el burushaski forman una macrofamilia[2] basándose en muchas raíces de palabras compartidas, así como similitudes en la gramática.
- Lenguas dené-yeniseas: Grupo propuesto por Alfredo Trombetti en 1923[3] que agrupa las lenguas na-dené con las yeniseicas, las cuales presentarían similares características tipológicas. Estas últimas pueden formar un grupo más grande junto con el burushaski denominada karasuk basada en varios cognados y similitudes en gramática.[4]
- Lenguas sino-áustricas: En conflicto con la hipótesis dené-caucásica, desde Li (1937) a Starosta (2005) se ha sugerido una relación entre las lenguas sino-tibetanas y otras lenguas del Sudeste Asiático, lo cual ha tenido el respaldo de muchos lingüistas chinos, a diferencia de los lingüistas occidentales. Se ha reportado que la familia más próxima a la sino-tibetana sería la hmong-mien, de acuerdo con técnicas de biología computacional.[5]

Varios de estos grupos propuestos pueden considerarse subgrupos del dené-caucásico, aunque la existencia del grupo sino-áustrico solo implicaria la exclusión del sino-tibetano del dené-caucásico.